# Takahiro Takagi
Takahiro Takagi (japanisch 高木 貴弘 Takagi Takahiro; * 1. Juli 1982 in der Präfektur Ishikawa) ist ein ehemaliger japanischer Fußballspieler.

## Karriere
Takagi erlernte das Fußballspielen in der Jugendmannschaft von JEF United Ichihara. Seinen ersten Vertrag unterschrieb er 2001 bei JEF United Ichihara. Der Verein spielte in der höchsten Liga des Landes, der J1 League. Im Oktober 2003 wechselte er zum Ligakonkurrenten Thespa Kusatsu. 2004 wechselte er zum Zweitligisten Omiya Ardija. 2004 wurde er mit dem Verein Vizemeister der J2 League und stieg in die J1 League auf. 2006 wurde er an den Zweitligisten Thespa Kusatsu ausgeliehen. Für den Verein absolvierte er 48 Ligaspiele. 2007 wurde er an den Zweitligisten Consadole Sapporo ausgeliehen. 2007 wurde er mit dem Verein Meister der J2 League und stieg in die J1 League auf. Für den Verein absolvierte er 67 Ligaspiele. 2009 kehrte er zu Omiya Ardija zurück. 2010 wechselte er zum Ligakonkurrenten Albirex Niigata. 2011 wechselte er zum Zweitligisten Consadole Sapporo. Am Ende der Saison 2011 stieg der Verein in die J1 League auf. Für den Verein absolvierte er fünf Ligaspiele. 2013 wechselte er zum Zweitligisten FC Gifu. Für den Verein absolvierte er 13 Ligaspiele. 2015 wechselte er zum Drittligisten SC Sagamihara. Ende 2015 beendete er seine Karriere als Fußballspieler.